# Most Libeński
Most Libeński (cz. Libeňský most) – jeden z mostów prowadzących przez rzekę Wełtawę w Pradze. Jest czternastym mostem w Pradze, znajduje się w zakolu Wełtawy, łącząc lewobrzeżną dzielnicę Holešovice i prawobrzeżny Libeň. Przez most przebiega dwutorowa linia tramwajowa.